# Nationalpark Rawa Aopa Watumohai
Der Nationalpark Rawa Aopa Watumohai ist ein etwa 1.050 km² großer Nationalpark in der Provinz Sulawesi Tenggara, Indonesien. Der Nationalpark wurde 1989 eingerichtet.
Er reicht von Meereshöhe bis zu einer Höhe von 981 m. Der Nationalpark enthält das Aopa-Torfmoor, das größte auf Sulawesi und ist als Feuchtgebiet von internationaler Bedeutung anerkannt.

## Flora und Fauna
Die Vegetation variiert über submontane Regenwälder, Mangrovenwälder, Küstenwälder, Savannen und Süßwassersumpfwälder. Im Nationalpark wurden 323 Pflanzenarten registriert, darunter Borassus flabellifer,  Bruguiera gymnorrhiza, Callicarpa celebica, Cratoxylum formosum und Metrosideros petiolata.
Der Nationalpark ist die Heimat von Sulawesi-Hirscheber, Tiefland-Anoa, Berg-Anoa und 155 Vogelarten, davon 37 endemisch auf Sulawesi. Vögel im Nationalpark sind Hammerhuhn, Sunda-Marabu, Wollhalsstorch, Halsbandliest, Gelbhaubenkakadu, Accipiter rhodogaster, Manadotaube und Kragentaube. Der Park bietet auch Lebensraum für eine Population von 170 der gefährdeten Milchstörche. Primaten im Nationalpark sind die Sulawesi-Koboldmakis und die Grauarmmakaken.
Der Park schützt auch 11 Reptilien- und 20 Fischarten und ist ein wichtiges Aufwuchsgebiet für Krebse, Fische und Garnelen.

## Menschliche Besiedlung
Das Gebiet des Parks wurde traditionell von den Moronene bewohnt. Während der niederländischen Kolonialzeit gab es sieben Dörfer im Bereich des heutigen Nationalparks. In den 1950er-Jahren zogen viele Moronene-Dorfbewohner in andere Teile der Insel, aber seit den 1970er-Jahren gab es eine Rückmigration. Doch die lokalen Behörden bezweifelten, dass die Rückkehrer Moronene waren und Rechte auf das Land haben. Deshalb wurden, nach der Nationalpark deklariert wurde, von den lokalen Behörden mehrere Versuche unternommen, um die Menschen aus dem Park zu vertreiben. 1997 brannten die Sicherheitskräfte 175 Häuser ab und im folgenden Jahr nochmal 88 Häuser. Bei einer dritten Intervention 2001 wurden weitere 100 Häuser zerstört. Bedrohungen des Parks sind illegale Rodungen, Wilderei und das Sammeln von Eiern.